# De koningin van Onderland
De koningin van Onderland is het derde stripverhaal van Jommeke. De reeks werd getekend door striptekenaar Jef Nys.

## Personages
- Jommeke
- Flip
- Theofiel
- Marie
- Filiberke
- Pekkie
- Annemieke
- Rozemieke
- koningin van Onderland
- 'champetter' Brombas (veldwachter)

## Verhaal
Het verhaal start met een vreemde vrouw in het kasteel van Achterberg. Dat staat in een bos bij Zonnedorp. De vrouw blijkt af te stammen van een oud adellijk geslacht en zweert bij de portretten van haar voorvaders dat zij koningin zal worden. De dame blijkt geestesziek te zijn. Ze wil haar koninkrijk in de duisternis vestigen, waar niemand haar regering kan hinderen. Haar rijk ligt onder de grond, in de kelders van het kasteel en krijgt de naam 'Onderland'. De dame wordt dan ook verder aangeduid als de koningin van Onderland. In haar land wil ze enkel kinderen als onderdanen daar ze die de baas kan. Ze hypnotiseert hiervoor de veldwachter, 'champetter Brombas', die onder haar wil komt te staan. Ze beveelt hem haar elke avond een kind te brengen.
Daarna volgt de ene ontvoering na de andere in Zonnedorp. Het verhaal wordt onderbroken door een humoristische reeks tekeningen. Bij elke ontvoering komt Marie nadat ze op straat het nieuws hoort, het huis binnengestormd. Telkens zorgt Theofiel ervoor dat haar pas geboende vloer nat wordt. Bij de ontvoerde kinderen horen ook Annemieke en Filiberke. Jommeke en Flip ontdekken via een bandopnemer dat de ontvoerder de veldwachter is. Ze volgen hem naar het kasteel. De koningin van Onderland is boos omdat hij geen kind meebrengt en sluit hem op.
Jommeke en Flip bedenken plannen om de kinderen te bevrijden. Flip wordt door de katten van de koningin aangevallen en gevangengenomen. Hij wordt met een kanon weggeschoten, maar Jommeke kan hem redden. Jommeke dringt het kasteel binnen, maar de koningin vangt hem en legt hem op de folterbank. Ze wil hem doden omdat hij de kinderen wou verlossen. De poging mislukt echter. Jommeke wil de gevangen kinderen bevrijden maar wordt zelf ook opgesloten in de kerker. Via een geheime gang kunnen hij en de kinderen het kasteel ontvluchten. Ondertussen kon Flip de ouders verwittigen en samen overrompelen zij het kasteel. Ze nemen de koningin gevangen, waarna ze in een instelling verdwijnt. Champetter Brombas wordt eveneens bevrijd.

## Achtergronden bij het verhaal
- In dit album maakte Koningin van Onderland haar debuut. Zij wordt later een regelmatig terugkerend personage dat in tegenstelling tot de andere vaste slechteriken zoals Anatool, Kwak en Boemel steeds de slechte zal zijn. Dit mede door haar zwakke geestesvermogen.
- Dit is een van de meest geliefde Jommeke-albums. In een bevraging van stripspeciaalzaak.be-lezers eindigde het album op nummer 2.[1]
- De Koningin van Onderland was geïnspireerd op de koningin uit de Disney-tekenfilm Sneeuwwitje en de zeven dwergen uit 1937.[2]
- Het album werd later heruitgegeven en hertekend, maar onderging geen aanpassingen in de verhaallijn.
- Een koningin van Onderland komt ook voor in De Kronieken van Narnia: De zilveren stoel.